# Sphaerodactylus samanensis
Sphaerodactylus samanensis este o specie de șopârle din genul Sphaerodactylus, familia Gekkonidae, descrisă de L.C. Cochran în anul 1932. Conform Catalogue of Life specia Sphaerodactylus samanensis nu are subspecii cunoscute.